# Lo-Reninge
Lo-Reninge (vls. Lo-Rênienge) – miasto w północno-zachodniej Belgii, w Regionie Flamandzkim, w prowincji Flandria Zachodnia, w okręgu Diksmuide. 1 stycznia 2024 roku liczyła 3216 mieszkańców.

## Podział administracyjny
W skład miasta wchodzą cztery dzielnice (deelgemeente):
- Lo
- Noordschote
- Pollinkhove
- Reninge